# جايسون يونغ (عداء سريع)
جايسون يونغ (بالإنجليزية: Jason Young)‏ هو عداء سريع جامايكي، ولد في 21 مارس 1991 في جامايكا.

## وصلات خارجية
- جايسون يونغ على موقع الاتحاد الدولي لألعاب القوى (الإنجليزية)
- جايسون يونغ على موقع الدوري الماسي (الإنجليزية)